# Comuna Slobodo-Petrivka, Hrebinka
Slobodo-Petrivka (în ucraineană Слободо-Петрівка) este o comună în raionul Hrebinka, regiunea Poltava, Ucraina, formată din satele Hulakivka, Orjîțea, Parîzka Komuna, Slobodo-Petrivka (reședința) și Zahrebellea.

## Demografie
Componența lingvistică a comunei Slobodo-Petrivka
     Ucraineană (96,34%)
     Rusă (3%)
     Alte limbi (0,46%)
Conform recensământului din 2001, majoritatea populației comunei Slobodo-Petrivka era vorbitoare de ucraineană (96,34%), existând în minoritate și vorbitori de rusă (3%).